# Marcus Klingberg
Abraham Marcus (Marek) Klingberg (hebräisch אַבְרָהָם מַרְקוּס קְלִינְגְבֶּרְג; * 7. Oktober 1918 in Warschau, Polen; † 30. November 2015 in Paris) war der höchstrangige KGB-Spion, der jemals in Israel enttarnt und verhaftet wurde. Der Fall Klingberg gilt als einer der größten Spionageskandale in Israel.

## Leben
Nach dem Beginn des Zweiten Weltkriegs durch den deutschen Überfall auf Polen und die sowjetische Besetzung Ostpolens floh der damalige Medizinstudent vor den Nazis in die UdSSR, wo er in Minsk sein Studium beendete. Bis zu seiner Verwundung diente er im Anschluss in der Roten Armee als Feldarzt. Anschließend begann er in Perm/Ural seine epidemiologischen Forschungen. Mit Auszeichnung absolvierte er 1943 seine Fortbildungen in Epidemiologie in Moskau. Gegen Ende des Jahres 1943, nach der Befreiung erster Teile von Belarus, wurde Klingberg zum Chefepidemiologen der Belarussischen Sozialistischen Sowjetrepublik ernannt. Unmittelbar nach der Befreiung Polens kehrte er in seine Heimat zurück. Dort musste er feststellen, dass sowohl seine Eltern als auch sein Bruder im August 1942 von den Nazis in Treblinka ermordet worden waren. In Polen arbeitete er als oberster Epidemiologe im polnischen Gesundheitsministerium.
1948 emigrierte er nach Israel. Er diente im medizinischen Korps der israelischen Armee, ab 1950 im Rang eines Oberstleutnants. Er wurde zum Abteilungsleiter für Präventivmedizin ernannt, gründete und leitete zudem die zentralen Forschungslaboratorien für Militärmedizin in Israel. 1957 wurde er dann in das streng geheime staatliche Israelische Institut für biologische Forschung (IIBR) in Nes Ziona bei Tel Aviv berufen, in dem er stellvertretender Direktor wurde. Zudem wurde er Direktor der Abteilung für Epidemiologie.

### Akademische Karriere
Klingberg war Professor für Epidemiologie und Leiter der Abteilung für Präventiv- und Sozialmedizin der medizinischen Fakultät der Universität Tel Aviv. Er war Präsident der European Teratology Society (1980–1982) sowie Mitbegründer und Vorsitzender (1979–1981) der International Clearinghouse for Birth Defects Monitoring Systems (ICBDMS). Darüber hinaus war er bis 1984 Präsident des International Steering Committee for the Seveso Accident (Italien). 1981 war er Mitbegründer der International Federation of Teratology Societies und wurde 1982 beim Kongress der internationalen Epidemiologenvereinigung im schottischen Edinburgh in den Vorstand gewählt.
Er lehrte von 1962 bis 1964 am Phipps Institute der University of Pennsylvania, 1972 am nationalen Institut für Gesundheitswesen in Oslo, Norwegen, am Department of Medical Statistics and Epidemiology der London School of Hygiene and Tropical Medicine in London (1973) und 1978 am Department of Social and Community Medicine der University of Oxford und fungierte 1978 als Gastprofessor am Wolfson College (Oxford).

### Tätigkeit für den KGB und Inhaftierung
Klingbergs Kontakte zum KGB datieren zurück bis 1950, anschließend begann er seine Spionagetätigkeit. Die israelischen Auslands- und Inlandsgeheimdienste, Mossad und Schin Bet, verdächtigten ihn schon seit den sechziger Jahren, aber alle Nachforschungen und Beschattungen lieferten keine Beweise für die Spionage. Klingberg absolvierte sogar erfolgreich einen Lügendetektortest.
Im Januar 1983 informierten Schin-Bet-Agenten Klingberg, dass er als Experte zu einem Chemieunfall nach Singapur reisen müsse. Klingberg wurde in eine abgelegene Wohnung gebracht, wo er tagelang verhört wurde. Nach zehn Tagen legte er ein Geständnis ab. Im Anschluss wurde er zu 20 Jahren Haft verurteilt. Die ersten zehn Jahre verbrachte er unter falschem Namen und Lebenslauf in Einzelhaft eines Hochsicherheitsgefängnisses.
1988/1989 arbeitete der israelische Staatsanwalt Amnon Zichroni einen Handel mit der Sowjetunion aus, in dessen Rahmen Klingberg gegen den israelischen Kampfpiloten Ron Arad ausgetauscht werden sollte, der vermutlich im Libanon gefangengehalten wurde. Auch die Stasi war in diesen Handel einbezogen. Der Austausch kam nicht zustande.
1997 forderte Amnesty International, Klingberg aus medizinischen Gründen aus der Haft zu entlassen. Nach einigen Herzinfarkten wurde er 1998 in Hausarrest überstellt. Seine Bewacher hatte Klingberg aus eigener Tasche zu bezahlen, seine Wohnung wurde permanent videoüberwacht.
Im Januar 2003 wurde Klingberg nach 20 Jahren Haft entlassen. Er verließ Israel sofort und lebte danach in Paris.

## Publikationen
Klingberg veröffentlichte unter dem Titel הַמְּרַגֵּל הָאַחֲרוֹן HaMeraggel haʾAcharōn, deutsch ‚Der Letzte Spion‘ seine Memoiren, die er zusammen mit seinem Anwalt Michael Sfard 2007 verfasst hatte. Auch in seiner Haftzeit fungierte Klingberg als Herausgeber wissenschaftlicher Publikationen, so der Contributions to Epidemiology and Biostatistics und als Mitherausgeber der Zeitschrift Public Health Reviews.

## Ehrungen
Um 1950 wurde Klingberg der Orden des Roten Banners der Arbeit für seine Verdienste für die UdSSR verliehen.

## Referenzen
- Yossi Melman: Double agent enabled Israel’s capture of top-ranked Soviet spy Klingberg
- Marcus Klingberg, Michael Sfard: הַמְּרַגֵּל הָאַחֲרוֹן HaMeraggel haʾAcharōn, („Marcus Klingberg – The Last Spy“). Maʿariv Books 2007.
- Marcus Klingberg, Michael Sfard: Der letzte Spion. Übersetzt von Wiebke Ehrenstein. Prospero-Verlag, Münster, 2012, ISBN 978-3-941688-14-8.
- Dmitry Chirkin: Marcus Klingberg, last KGB Spy to be Released in Israel. (Memento vom 15. April 2009 im Internet Archive) Übersetzt von Maria Gousseva. Pravda.ru, 15. Januar 2003 (englisch; russisch (Memento vom 16. April 2009 im Internet Archive)).
- Alfredo Morabia: East Side Story: On Being an Epidemiologist in the Former USSR. Interview mit Marcus Klingberg. In: Epidemiology 17/1, Januar 2006.
- M. Klingberg: “An epidemiologist’s journey from typhus to thalidomide, and from the Soviet Union to Seveso.” In: Journal of the Royal Society of Medicine. Band 103, Nummer 10, Oktober 2010, S. 418–423, doi:10.1258/jrsm.2010.10k037, PMID 20929892, PMC 2951169 (freier Volltext).